# Paartherapie mal anders
Paartherapie mal anders (Originaltitel: Terapia alternativa) ist eine argentinische Dramedy-Serie, die von Kapow und Star Original Productions für die Walt Disney Company umgesetzt wurde. In Argentinien fand die Premiere der Serie als Original am 24. September 2021 auf Star+ statt. Im deutschsprachigen Raum erfolgte die Erstveröffentlichung der Serie am 6. April 2022  durch Disney+ via Star als Original.
Im September 2022 wurde bekanntgegeben, dass die zweite Staffel abgedreht wurde und voraussichtlich 2023 auf Star+ erscheinen wird.

## Handlung

### Staffel 1
Selva Pérez Salerno ist eine exzentrische Paartherapeutin, die sich durch unorthodoxe Therapiesitzungen einen Namen gemacht hat. Aber ihre Karriere bekommt einen Dämpfer, als sie Elías und Malena als Patienten aufnimmt, ein junges Paar mit einem ungewöhnlichen Anliegen, das Beratung darin sucht, wie sie sich bestmöglich trennen können, um damit unter anderem die stetigen Lügen gegenüber ihren Familien zu beenden. Denn eigentlich sind beide mit jeweils anderen Partnern verheiratet, mit denen sie auch Kinder haben. Von diesen unbekannten Gewässern verunsichert, sieht sich Selva gezwungen, sich außerhalb ihrer bereits unkonventionellen Methoden zu wagen, um Elías und Malena zu helfen, wobei sie die ethischen Grenzen des Arzt-Patienten-Verhältnisses überschreitet und sich nicht nur mit ihrem Geist, sondern auch mit ihrem Körper in ihre Leben einmischt.

## Besetzung und Synchronisation
Die deutschsprachige Synchronisation entstand nach den Dialogbüchern von Max Herzog sowie unter der Dialogregie von Michael Egeler durch die Synchronfirma Iyuno-SDI Group Germany in München.

### Hauptdarsteller
| Rolle               | Schauspieler      | Synchronsprecher   |
| ------------------- | ----------------- | ------------------ |
| Selva Pérez Salerno | Carla Peterson    | Melanie Manstein   |
| Elías               | Benjamín Vicuña   | Stefan Günther     |
| Malena              | Eugenia Suárez    | Laura Maire        |
| Álex                | Fernán Mirás      | Niko Macoulis      |
| Eliana              | Julieta Cardinali | Angela Wiederhut   |
| Gervasio            | Gustavo Garzón    | Thomas Rauscher    |
| Jorge               | Boy Olmi          | Hans-Georg Panczak |

### Nebendarsteller
| Rolle            | Schauspieler           | Synchronsprecher       |
| ---------------- | ---------------------- | ---------------------- |
| Renata           | Jana Juárez            | Carla Reiter           |
| Ramón            | Marcelo Michinaux      | Livia Reiter           |
| Lucila           | Jimena Anganuzzi       | Kerstin Julia Dietrich |
| Toia             | Nancy Gay              | Angelina Markiefka     |
| Bruno            | Tobías Kohan Franzetti | Louis Veronik          |
| Yésika „Yesi“    | Verónica Hassan        | Regina Beckhaus        |
| Gloria           | Mónica Raiola          | Ute Bronder            |
| Luis             | Marcelo Subiotto       | Matthias Kupfer        |
| Grace            | Graciela Borges        | Ilona Grandke          |
| Mónica Calderón  | Noemí Morelli          | Anita Höfer            |
| Gustavo Calderón | Mario Alarcón          | Hans-Rainer Müller     |
| Isacio           | Hernán Herrera         | Patrick Schröder       |
| Guzmán           | Rubén Guanuco          | Andreas Thiele         |
| Gisella „Gise“   | Paula Grinszpan        | Anna Ewelina           |
| Jekko            | Federico Sack          | Leonard Rosemann       |
| Silvina          | Silvina Sabater        | Simone Brahmann        |
| Miguel Ángel     | Daniel Cabot           | Benedikt Gutjan        |
| Chef von Malena  | Diego Reinhold         | Oliver Scheffel        |
| Gregorio         | Enrique Amido          | Gudo Hoegel            |
| María            | Lide Uranga            | Bettina Redlich        |

### Episodendarsteller
| Rolle                                 | Schauspieler         | Synchronsprecher         |
| ------------------------------------- | -------------------- | ------------------------ |
| Ximena                                | Mariana Chaud        | Katharina Friedl         |
| Sabrina Campos                        | Manuela Martínez     | Marget Flach             |
| Leiterin von Ramóns Kindertagesstätte | Mara Bestelli        | Carin C. Tietze          |
| Schulleiterin von Bruno               | María de Cousandier  | Dagmar Dempe             |
| Hilda                                 | María Figueras       | Katharina Friedl         |
| Marta                                 | Cristina Aída García | Angelika Bender          |
| Ariel                                 | Patricio Aramburu    | Hubertus von Lerchenfeld |
| Selva (jung)                          | Juana Bosco          | Felicitas Bauer          |
| Eduardo „Edu“                         | Pedro Jerez          | Manou Lubowski           |
| Guadalupe                             | Verónica Koziura     | Carin C. Tietze          |
| Damián                                | Santiago Gobernori   | René Oltmanns            |
| Antonio                               | Uriel Einstoss       | Claudia Lössl            |
| Onkel von Selva                       | Daniel Di Cocco      | Willi Röbke              |
| Cousine von Selva                     | Luciana Lifschitz    | Sebastian Griegel        |
| José                                  | Diego De Paula       | Ole Pfennig              |

## Episodenliste

### Staffel 1
| Nr. (ges.) | Nr. (St.) | Deutscher Titel                                       | Originaltitel                            | Erstveröffentlichung (Argentinien) | Deutschsprachige Erstveröffentlichung (D/A/CH) | Regie    | Drehbuch                                |
| --- | --------- | ----------------------------------------------------- | ---------------------------------------- | ---------------------------------- | ---------------------------------------------- | -------- | --------------------------------------- |
| 1 | 1         | Das perfekte Paar                                     | La pareja perfecta                       | 24. Sep. 2021                      | 6. Apr. 2022                                   | Ana Katz | Ana Katz, Daniel Katz & Alejandro Jovic |
| Die Karriere von Selva Pérez Salerno, einer beliebten Paarberaterin, die durch eine erfolgreiche Fernsehsendung auch als "Guru der Liebe" bekannt ist, gerät ins Wanken, als eine ihrer Therapiesitzungen schiefgeht. Während Selva den Vorfall noch verarbeitet, wendet sich ein junges Paar mit einem ungewöhnlichen Anliegen an sie.                                                            |           |                                                       |                                          |                                    |                                                |          |                                         |
| 2 | 2         | Marcelo Fußball                                       | Marcelo fútbol                           | 24. Sep. 2021                      | 6. Apr. 2022                                   | Ana Katz | Ana Katz, Daniel Katz & Alejandro Jovic |
| Malena und Elías kommen zu ihrer ersten Sitzung mit Selva, wo sie erklären, wie ihre Beziehung zustande kam und was der Grund dafür ist, dass sie diese nicht beenden können. Selva fordert sie dazu auf, einander zu zeigen, wer sie wirklich sind. |           |                                                       |                                          |                                    |                                                |          |                                         |
| 3 | 3         | So schaffst du es, dass dein Leben weniger ätzend ist | Como hacer que tu vida no sea tan mierda | 24. Sep. 2021                      | 6. Apr. 2022                                   | Ana Katz | Ana Katz, Daniel Katz & Alejandro Jovic |
| Selva vertraut Luis ihr Versprechen an, Elías und Malena dabei zu helfen, ihre Beziehung zu beenden, und überschreitet dabei die Grenzen der Professionalität, als sie Elías und Malena im Showroom besucht. Dort entscheiden Elías und Malena auf die therapeutische Empfehlung von Selva hin, den Raum umzudekorieren – mit einem strittigen Resultat.                                           |           |                                                       |                                          |                                    |                                                |          |                                         |
| 4 | 4         | Nie im Leben                                          | Yo nunca                                 | 24. Sep. 2021                      | 6. Apr. 2022                                   | Ana Katz | Ana Katz, Daniel Katz & Alejandro Jovic |
| Elías und Malena scheitern erneut am wöchentlichen Therapieziel, das Selva ihnen gesetzt hat. Da ihre Geduld zur Neige geht, beschließt Selva, noch drastischere Maßnahmen zu ergreifen. Selva, Elías und Malena gehen in einer Bar etwas trinken, und stellen währenddessen ihre eigenen Überzeugungen auf die Probe.                                                                             |           |                                                       |                                          |                                    |                                                |          |                                         |
| 5 | 5         | Tante Evelyn                                          | La tía Evelyn                            | 24. Sep. 2021                      | 6. Apr. 2022                                   | Ana Katz | Ana Katz, Daniel Katz & Alejandro Jovic |
| Unerwartete Neuigkeiten zwingen Selva dazu, die Sitzungen mit ihren Patienten vorübergehend auszusetzen, um in ihren Heimatort zurückkehren, mit welchem sie eine komplizierte Hassliebe hegt. Zwei Tage lang muss sich Selva abseits ihrer Arbeit mit ihren Eltern, ihren Verwandten, ihrem eigenen Ruhm, dem Klatsch und den Vorurteilen der Menschen aus ihrer Vergangenheit auseinandersetzen. |           |                                                       |                                          |                                    |                                                |          |                                         |
| 6 | 6         | Das Haus meiner Affäre                                | La casa de mi amante                     | 24. Sep. 2021                      | 6. Apr. 2022                                   | Ana Katz | Ana Katz, Daniel Katz & Alejandro Jovic |
| Selva kehrt mit zurückgewonnener Kraft an ihren Arbeitsplatz zurück und schlägt eine neue Therapierichtung für Elías und Malena vor, die sich als aufschlussreicher herausstellt, als sie es sich vorgestellt hätte. Zum ersten Mal, seit sie das Paar kennt, hat sie das Gefühl, dass ihre Bemühungen Wirkung zeigen könnten.                                                                     |           |                                                       |                                          |                                    |                                                |          |                                         |
| 7 | 7         | Das letzte Abendessen                                 | La última cena                           | 24. Sep. 2021                      | 6. Apr. 2022                                   | Ana Katz | Ana Katz, Daniel Katz & Alejandro Jovic |
| Elías und Malena treffen sich unerwartet bei einem Abendessen – beide mit ihren neuen Partnern. Trotz eines ruhigen Beginns kippt die Stimmung bald und der Abend läuft aus dem Ruder. |           |                                                       |                                          |                                    |                                                |          |                                         |
| 8 | 8         | Angst ist etwas anderes                               | Miedo es otra cosa                       | 24. Sep. 2021                      | 6. Apr. 2022                                   | Ana Katz | Ana Katz, Daniel Katz & Alejandro Jovic |
| Elías und Malena bewältigen die Reise, die Selva in der Therapie für sie vorgesehen hat, aber sie bekommen unerwarteten Besuch, durch den ihre Beziehung an einem Punkt angelangt, an dem es kein Zurück mehr gibt. |           |                                                       |                                          |                                    |                                                |          |                                         |
| 9 | 9         | Selva                                                 | Selva                                    | 24. Sep. 2021                      | 6. Apr. 2022                                   | Ana Katz | Ana Katz, Daniel Katz & Alejandro Jovic |
| Selva genießt den Erfolg ihrer Therapie und bereitet sich darauf vor, ein Buch über ihre Erfahrung zu veröffentlichen. Doch die andere Seite der Gleichung sieht anders aus – Elías' neue Realität macht ihn zu einem gebrochenen Menschen und Malena stößt bei dem Versuch, über die Trennung hinwegzukommen, auf immer neue Hindernisse.                                                         |           |                                                       |                                          |                                    |                                                |          |                                         |
| 10 | 10        | Wollen, was man sich wünscht                          | Querer lo que se desea                   | 24. Sep. 2021                      | 6. Apr. 2022                                   | Ana Katz | Ana Katz, Daniel Katz & Alejandro Jovic |
| Selva wird mit ihrer eigenen Lüge konfrontiert, und schenkt den Konsequenzen ihres Handelns keine Beachtung. Bei der Präsentation ihres Buches trifft sie eine Entscheidung, von der es kein Zurück mehr gibt. Währenddessen kennt nun jeder das Schicksal der beiden Liebenden, dessen jeweilige Zukunft noch nicht in Stein gemeißelt zu seinen scheint.                                         |           |                                                       |                                          |                                    |                                                |          |                                         |

### Staffel 2
| Nr. (ges.) | Nr. (St.) | Deutscher Titel | Originaltitel | Erstveröffentlichung (Argentinien) | Deutschsprachige Erstveröffentlichung (D/A/CH) | Regie | Drehbuch |
| ---------- | --------- | --------------- | ------------- | ---------------------------------- | ---------------------------------------------- | ----- | -------- |
| 11         | 1         | —               | —             | —                                  | —                                              | —     | —        |